# کازانرگسینتز
کازانرگسینتز (روسی: ПАО «Казаньоргси́нтез») شرکت صنایع شیمیایی روس است، که در سال ۱۹۵۰ تأسیس شد.